# Nuova Compagnia di Canto Popolare
La Nuova Compagnia di Canto Popolare, également connue sous l'acronyme NCCP, est un groupe italien de musique traditionnelle, originaire de Naples, en Campanie.

## Histoire
La Nuova Compagnia di Canto Popolare (littéralement en français : « Nouvelle compagnie de chanson traditionnelle ») est formée en 1967 à Naples par les musiciens Eugenio Bennato, Carlo D'Angiò et Giovanni Mauriello dans le but de rechercher et de diffuser la musique traditionnelle ancienne de Campanie et plus généralement d'Italie du Sud. Grâce à la rencontre avec l'ethnomusicologue Roberto De Simone, le groupe concentre ses recherches sur les genres vocaux napolitains des XVe et XVIe siècles comme la tarentelle, la fronne et la sérénade,.
La NCCP  fait ses débuts discographiques en 1971 avec un album éponyme acclamé par la critique, dans lequel il récupère des chansons perdues qui n'ont survécu que sous la forme de manuscrits anciens en utilisant des instruments de musique oubliés comme la tammorra et le mandoloncelle.
En 1972, le groupe fait ses débuts en direct au Festival dei due mondi à Spolète puis commence une intense activité théâtrale. De nouveaux membres rejoignent le projet, mais D'angiò et Bennato quittent le groupe et fondent ensemble en 1976 le projet musical Musicanova, tandis que la NCCP obtient un grand succès grâce à la comédie musicale de De Simone La Gatta Cenerentola,.
Dans les années 1980, la NCCP ralentit son activité, enregistrant seulement un album en onze ans,, puis connaît une résurgence au début des années 1990, parallèlement à l'essor du genre musical mondial, abandonnant leur activité de recherche et embrassant une production de musique originale,.
En 1992, la NCCP participe à la 42e édition du Festival de Sanremo, en remportant le prix de la critique avec la chanson Pe' dispietto. Dans les années suivantes, il collabore avec plusieurs artistes, dont Angelo Branduardi et 99 Posse, participant au 48e Festival de Musique de Sanremo avec la chanson Sotto il velo del cielo, et faisant de nombreuses tournées,.
Le 25 janvier 2020, la première nationale de l'album Napoli 1534, est présentée à l'Auditorium Parco della Musica de Rome. Tra moresche e villanelle, qui inaugure la série Di canti e di storie promue par l'éditeur Squilibri avec la Fondazione Musica per Roma. Le 25 mars de la même année, Corrado Sfogli décède à l'âge de 69 ans des suites d'une maladie incurable.

## Discographie

### Albums studio
- 1971 : Nuova Compagnia di Canto Popolare (Rare)
- 1972 : Nuova Compagnia di Canto Popolare (Rare)
- 1974 : Li sarracini adorano lu sole (EMI Italiana)
- 1975 : Tarantella ca nun va 'bbona (EMI Italiana)
- 1976 : La gatta Cenerentola (EMI Italiana)
- 1977 : 11 mesi e 29 giorni (EMI Italiana)
- 1977 : La cantata dei pastori (EMI Italiana)
- 1978 : Aggio girato lu munno (EMI Italiana)
- 1981 : Storie di Fantanasia (Panarecord)
- 1992 : Medina (CGD)
- 1995 : Tzigari (CGD)
- 1998 : Pesce d' 'o Mare (EMI Italiana)
- 2001 : La Voce del Grano (Forrest Hill Records)
- 2005 : Candelora (Rai Trade)
- 2016 : 50 anni in buona compagnia (FoxBand)
- 2020 : Napoli 1534. Tra moresche e villanelle (Squilibri)

### Albums live
- 1973 : NCCP (EMI Italiana)
- 1996 : Incanto acustico
- 2011 : Live in Munich